# Region Puerto Rico (Junior League Baseball World Series)
Die Region Puerto Rico ist eine der fünf internationale Regionen, welche Teilnehmer an die Junior League Baseball World Series entsendeten. Die Region Puerto Rico nimmt seit 1981 an diesem Turnier teil.
Puerto Rico war die erste Region außerhalb der Vereinigten Staaten, welche an den JLWS teilnahm. Ab dem Jahr 2001 wurden die Regionen Puerto Rico und Mexiko zusammen mit weiteren Staaten zur Region Lateinamerika zusammengefasst. Seit 2004 haben Puerto Rico und Mexiko wieder eigene Gruppen. In den geraden Jahren bekommt Mexiko einen festen Startplatz in den ungeraden Puerto Rico. In den Jahren, in welchen diese keinen direkten Startplatz haben, können sie sich über die Region Lateinamerika qualifizieren.

## Resultate an den Junior League World Series

### Nach Jahr
| Jahr | Mannschaft                | Stadt     | Region        | Klassierung        | W-L                |
| ---- | ------------------------- | --------- | ------------- | ------------------ | ------------------ |
| 1982 |                           |           | Puerto Rico   |                    |                    |
| 1983 | Jose Maria Rodriguezi LL  | Manatí    | Puerto Rico   | Weltmeister        |                    |
| 1984 |                           |           | Puerto Rico   |                    |                    |
| 1985 |                           |           | Puerto Rico   |                    |                    |
| 1986 |                           |           | Puerto Rico   |                    |                    |
| 1987 |                           |           | Puerto Rico   |                    |                    |
| 1988 |                           |           | Puerto Rico   |                    |                    |
| 1989 | Jose Maria Rodriguezi LL  | Manatí    | Puerto Rico   | Weltmeister        |                    |
| 1990 | Juan Antonio Bibiloni LL  | Yabucoa   | Puerto Rico   | Weltmeister        |                    |
| 1991 |                           |           | Puerto Rico   |                    |                    |
| 1992 |                           |           | Puerto Rico   |                    |                    |
| 1993 | Roberto Rivera Miranda LL | Cayey     | Puerto Rico   | Weltmeister        |                    |
| 1994 |                           |           | Puerto Rico   |                    |                    |
| 1995 |                           |           | Puerto Rico   |                    |                    |
| 1996 |                           |           | Puerto Rico   |                    |                    |
| 1997 |                           |           | Puerto Rico   |                    |                    |
| 1998 |                           |           | Puerto Rico   |                    |                    |
| 1999 | Hermanos Cruz LL          | Arroyo    | Puerto Rico   | Weltmeister        |                    |
| 2000 |                           |           | Puerto Rico   |                    |                    |
| 2001 |                           |           | Lateinamerika | nicht qualifiziert | nicht qualifiziert |
| 2002 |                           |           | Lateinamerika | nicht qualifiziert | nicht qualifiziert |
| 2003 | Hermanos Cruz LL          | Arroyo    | Lateinamerika | nicht qualifiziert | nicht qualifiziert |
| 2004 | Hermanos Cruz LL          | Arroyo    | Lateinamerika | nicht qualifiziert | nicht qualifiziert |
| 2005 | Hermanos Cruz LL          | Arroyo    | Puerto Rico   | Int. Finale        | 4–1                |
| 2006 | Radames Lopez LL          | Guayama   | Lateinamerika | nicht qualifiziert | nicht qualifiziert |
| 2007 | Radames Lopez LL          | Guayama   | Puerto Rico   | Gruppenphase       | 1–3                |
| 2008 | Tati Lugo LL              | Yauco     | Lateinamerika | nicht qualifiziert | nicht qualifiziert |
| 2008 | Aguadilla Municipal LL    | Aguadilla | Lateinamerika | nicht qualifiziert | nicht qualifiziert |
| 2009 | Juan Antonio Bibiloni LL  | Yabucoa   | Puerto Rico   | Int. Finale        | 4–1                |
| 2010 | Juan Antonio Bibiloni LL  | Yabucoa   | Lateinamerika | nicht qualifiziert | nicht qualifiziert |
| 2011 | Juan Antonio Bibiloni LL  | Yabucoa   | Puerto Rico   | Gruppenphase       | 1–3                |
| 2012 | Jaime Collazo LL          | Vega Baja | Lateinamerika | nicht qualifiziert | nicht qualifiziert |
| 2013 | Jose Maria Rodriguezi LL  | Manatí    | Puerto Rico   | Gruppenphase       | 1–3                |
| 2014 | Jose M. Rodriguez LL      | Manatí    | Lateinamerika | nicht qualifiziert | nicht qualifiziert |
| 2014 | Juan A Bibiloni LL        | Yabucoa   | Lateinamerika | nicht qualifiziert | nicht qualifiziert |

 Stand nach den Junior League World Series 2014